# Калюш Микола Андрійович
Микола Андрійович Калюш (нар. 12 серпня 1987) — український легкоатлет, який спеціалізується в метанні спису.
На національних змаганнях представляє Рівненську область.
Тренується під керівництвом Віктора Кузіна.

## Спортивні досягнення
Переможець Кубку Європи з метань у командному заліку (2018).
Срібний (2020, 2021) та бронзовий (2015) призер чемпіонатів України.
Зимовий чемпіон України (2018).
Срібний (2016, 2020) та бронзовий (2017, 2019, 2021, 2022) призер зимових чемпіонатів України.